# Америка-Куба-Арыта
Аме́рика-Ку́ба-Ары́та — небольшой остров в море Лаптевых в дельте Лены. Административно относится к Булунскому улусу (району) Якутии.

## Расположение
Расположен в северной части дельты Лены в 20 километрах к востоку от Туматского залива чуть восточнее места выхода к морю протоки Осохтох-Уэсе. К северу от острова начинается открытое море. От лежащих к западу, востоку и югу соседних островов отделён одноимённой протокой шириной 450—500 метров. Ближайшие острова (с востока по часовой стрелке): Фаддей-Арыта, Джюках-Арыта, Белёх-Арыта, Нагый-Арыта и Алхан-Белкёё. Кроме того, несколько песчано-болотистых островов прилегают почти вплотную к восточной части острова Америка-Куба-Арыта и несколько совсем небольших островов лежат в протоке к югу.

## Описание
Имеет слегка вытянутую с запада на восток, расширенную на западе форму длиной около 8 километров и шириной до 6 километров в широкой части. Большая часть острова покрыта болотно-озёрным комплексом. Небольшие сухие участки находятся у северо-восточного и юго-западного побережья. Глубина болот не превышает 0,5 м, озёр — 1 м. Размеры озёр не превышают 700 м в длину, часть из них бессточны, часть — соединены с морем небольшими ручьями. Высота острова над уровнем моря варьируется от 0,1 до 0,4 м. У северного побережья острова — участки отмелей. Берега острова — ровные, пологие. Западная и юго-западная береговые линии — непостоянны.

## Этимология и история
Название острова в переводе с якутского означает Американский Лебединый остров. Куба на якутском языке означает лебедя-кликуна, распространённую в этих краях птицу. Это слово часто встречается в названиях якутских островов, тут же, в дельте Лены есть острова: Куба-Арыта и Куба-Муоратагы-Кумах. А Американский связано с тем, что именно на этом острове в 1882 году высадились выжившие участники экспедиции американского мореплавателя Джорджа Де Лонга. Шхуна экспедиции Де Лонга «Жаннетта» 5 сентября 1879 года была раздавлена льдами в окрестностях острова Геральда в Северном Ледовитом океане, после чего экипажу шхуны пришлось спасаться на шлюпках. Предположительное место высадки обозначено на острове памятным монументом.